# Order Gwelfów

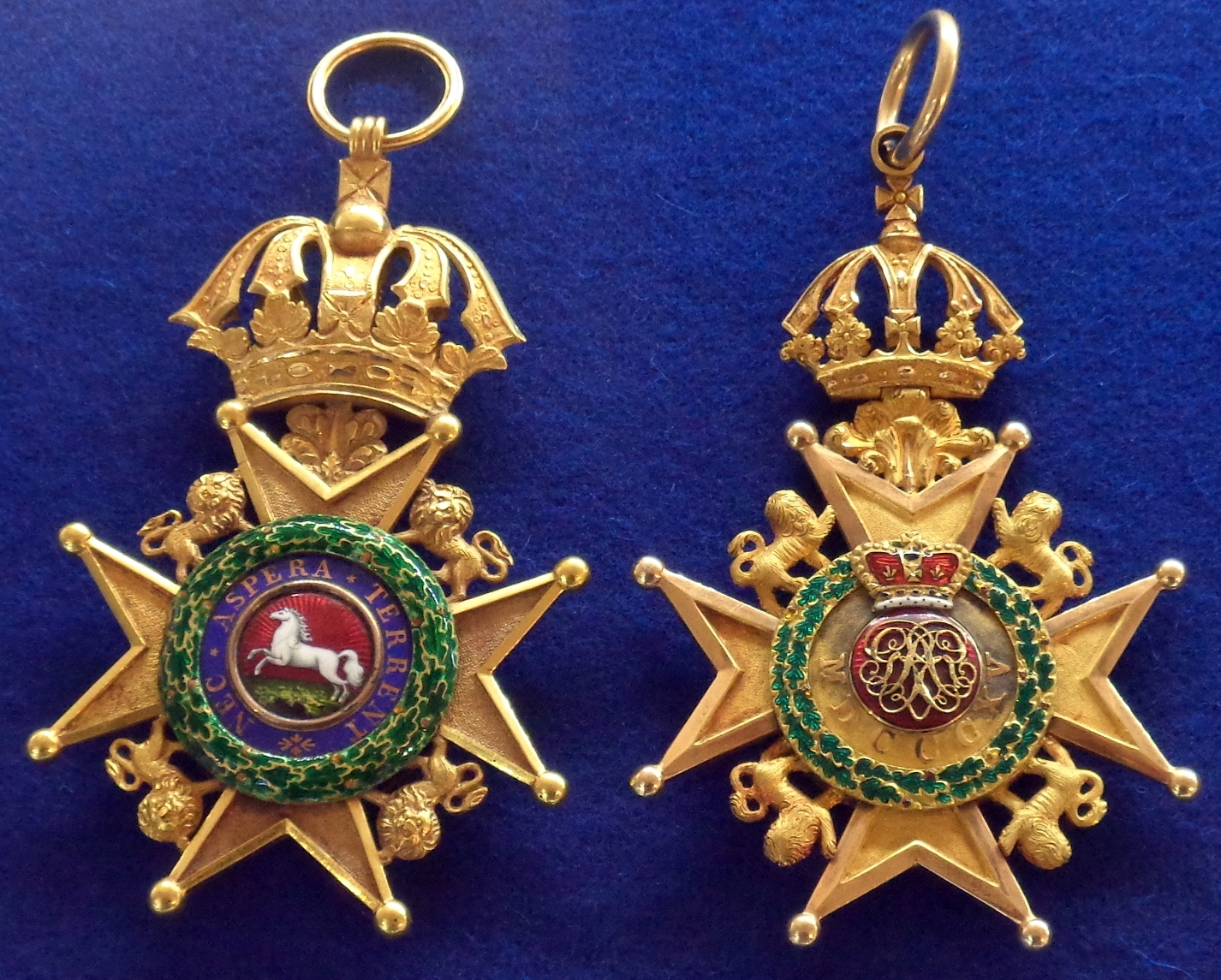
Awers i rewers odznaki orderowej

Order Gwelfów (niem. Gwelfen-Orden, Guelphen-Orden, ang. Guelphic Order, Order of the Guelph) – order ustanowiony w 1815 przez brytyjskiego regenta Jerzego Augusta Fryderyka na pamiątkę wstąpienia hanowerskiej dynastii Gwelfów na tron brytyjski. Po zakończeniu brytyjsko-hanowerskiej unii personalnej w 1837 nadawany wyłącznie przez władców Królestwa Hanoweru. Po wcieleniu królestwa do Prus w 1866 do został zniesiony jako odznaczenie państwowe i odtąd istniał wyłącznie jako order domowy pretendentów do hanowerskiego tronu.
Dewizą orderową było łacińskie motto hanoweskiej dynastii NEC ASPERA TERRENT (nawet przeciwności nie odstraszają). Odznakę orderową wieszano na jasnoniebieskiej wstędze.

## Podział na klasy
Od 1815 (ustanowienie odznaczenia):
- klasa I – Krzyż Wielki (GCH)
- klasa II – Komandor (KCH)
- klasa III – Kawaler (KH)

dodatkowo
- Medal Zasługi.

Od 1841 (odnowienie orderu):
- klasa I – Krzyż Wielki
- klasa II – Komandor 1. Klasy (z gwiazdą)
- klasa III – Komandor 2. Klasy
- klasa IV – Kawaler

dodatkowo
- Krzyż Zasługi.

W 1866 (likwidacja królestwa):
- klasa I – Wielka Wstęga (ew. łańcuch)
- klasa II – Komandor Wielki
- klasa III – Komandor
- klasa IV – Oficer
- klasa V – Kawaler

dodatkowo:
- Medal.

## Wielcy Mistrzowie
- Jerzy IV Hanowerski
- Wilhelm IV Hanowerski
- Ernest August I Hanowerski
- Jerzy V Hanowerski
- Ernest August (II) Hanowerski
- Ernest August (III) Hanowerski
- Ernest August (IV) Hanowerski
- Ernest August (V) Hanowerski